# Państwowa szkoła muzyczna I i II stopnia w Suwałkach
Państwowa Szkoła Muzyczna I i II stopnia w Suwałkach – szkoła prowadząca nauczanie na waltornia gitarze, fortepianie, organach, akordeonie, klarnecie, saksofonie, flecie, trąbce, fagocie, skrzypcach, altówce, wiolonczeli, kontrabasie, perkusji, śpiewie solowym. Od wielu lat aktywnie funkcjonuje orkiestra smyczkowa oraz chór. Kształcenie odbywa się na dwóch poziomach: w I stopniu - cykl 6 lub 4-letni, dla dzieci w wieku 7-16 lat oraz w II stopniu - cykl 6-letni na wydziale instrumentalnym i 4-letni na wydziale wokalnym.

## Historia Szkoły

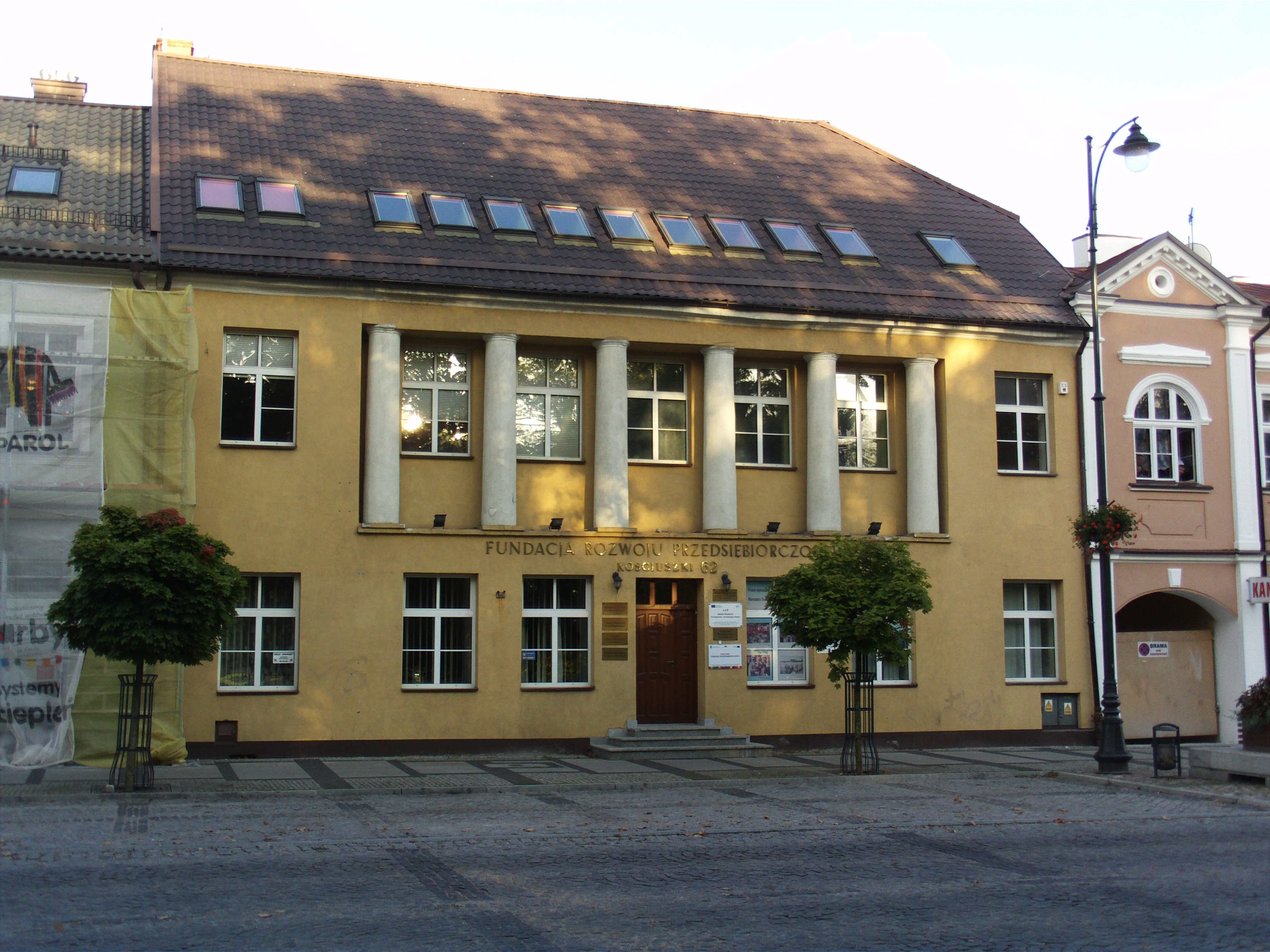
Budynek w którym znajdowała się pierwsza siedziba szkoły

W roku 1973 zarządzeniem Ministra Kultury i Sztuki powołano Państwową Szkołę Muzyczną I stopnia w Suwałkach. Pierwszymi uczniami szkoły byli uczniowie suwalskiego Społecznego Ogniska Muzycznego, które powstało w latach pięćdziesiątych. Siedziba szkoły znajdowała się w kamienicy przy ul. Kościuszki 62.
W latach siedemdziesiątych w szkole prowadzono zajęcia nauki gry na instrumentach: trąbki, fletu, klarnetu, wiolonczeli oraz organizowane były koncerty uświetniające ważne uroczystości w mieście i audycje szkolne propagujące muzykowanie zespołowe. W 1974 roku powstała filia suwalskiej szkoły w Augustowie. W 1975 roku filię otwarto również w Sejnach. Po zmianach administracyjnych w Polsce w 1975 roku PSM była wiodącą szkołą muzyczną w nowo powstałym województwie suwalskim.
W 1980 roku zarządzeniem Ministra Kultury i Sztuki przekształcono Państwową Szkołę Muzyczną I stopnia w Państwową Szkołę Muzyczną I i II st. W 1983 roku nawiązano kontakty ze szkołą muzyczną z miasta zaprzyjaźnionego Grande - Synthe we Francji organizując koncerty uczniów i nauczycieli.
W 1990 roku szkoła uzyskała nową siedzibę, znajdującą się w budynku przy ul. Noniewicza 83. Od roku 1990 szkoła jest organizatorem Konkursów Fortepianowych, najpierw o zasięgu wojewódzkim, następnie makroregionalnym i wreszcie od 2004 - międzynarodowym. We wrześniu 1996 z inicjatywy mniejszości litewskiej - nastąpiło otwarcie Filii Suwalskiej PSM l stopnia w Puńsku. Oprócz nauki gry na instrumentach klasycznych filia PSM wprowadziła również nauczanie na litewskich instrumentach ludowych; birbynė, kanklės i skudučiai. Podczas obchodów 25-lecia szkoły w listopadzie 1995 r. w holu odsłonięta została tablica pamiątkowa upamiętniająca postać Janiny Kraśko, zasłużonej pedagog dla społeczności muzycznej w Suwałkach i inicjatorki założenia szkoły muzycznej w latach pięćdziesiątych.

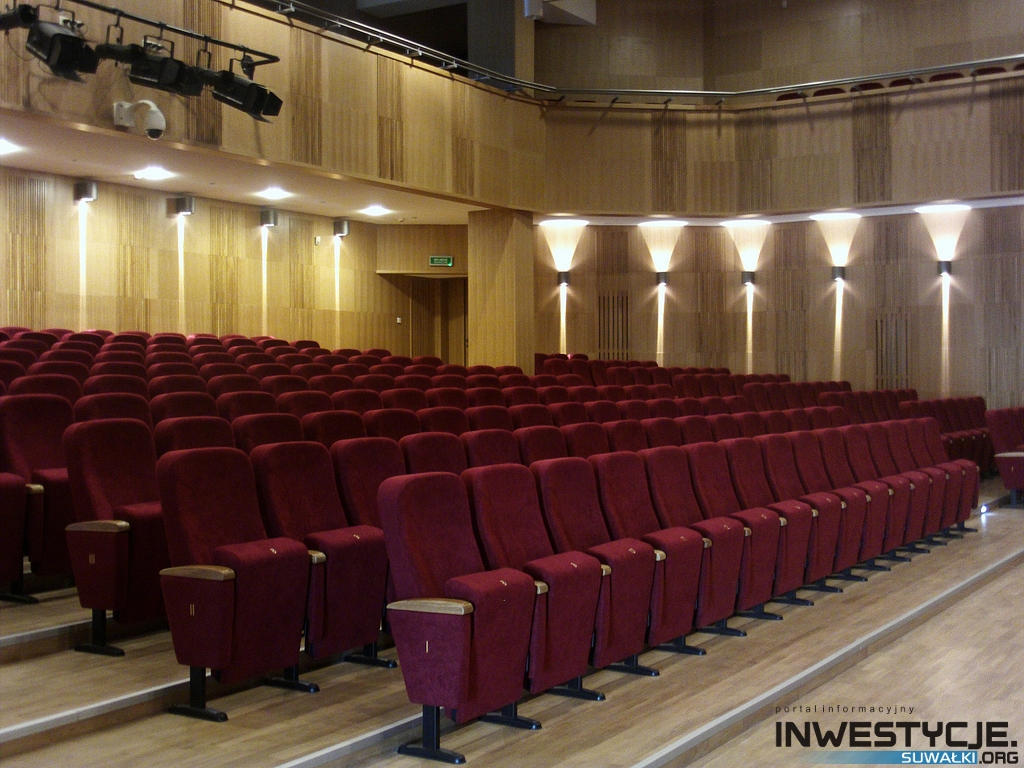
Sala koncertowa w nowym gmachu szkoły

W latach 2010–2012 budynek szkoły został kompletnie przebudowany. Duża część starego obiektu została całkowicie wyburzona a w jej miejsce wzniesiono nowy budynek. Przedsięwzięcie polepszyło warunki kształcenia młodych muzyków w suwalskiej szkole - powstały m.in. nowe sale dydaktyczne, sala organowa oraz duża sala koncertowa na 250 osób.